# Svein Byhring
Svein Byhring, född 5 februari 1932 i Oslo, död där 25 juli 2007, var en norsk skådespelare.

## Biografi
Byhring var under 1950-talet engagerad vid Det Nye Teater och Folketeatret. Han var också verksam som film- och TV-skådespelare och medverkade i 17 produktioner 1949–1999.

## Familj
Svein Byhring var son till maskinmästaren Bjarne Byhring (1888–1976) och Haldis Hansen (1892–1974). Han var bror till skådespelaren Carsten Byhring.

## Filmografi
- 1949 – Gatpojkar
- 1952 – Nödlandning
- 1953 – Brudebuketten
- 1954 – Cirkus Fandango
- 1955 – Barn av solen
- 1958 – Pastor Jarman kommer hjem
- 1961 – Benjamin
- 1962 – Sønner av Norge kjøper bil
- 1963 – Freske fraspark
- 1965 – De kalte ham Skarven
- 1965 – Climax
- 1969 – Jeg snakker om Jerusalem
- 1972 – Olsenbanden och guldskatten
- 1974–1981 – Fleksnes fataliteter (TV-serie)
- 1996 – Chez toi (TV-serie)
- 1995–1996 – Lille lørdag (TV-serie)
- 1999 – Karl & Co (TV-serie)